# Арінбасарова Наталія Утевлівна
Арінбасарова Наталія Утевлівна (каз. Наталя Өтеуліқизи Оринбасарова; нар. 24 вересня 1946, Москва) — радянська і російська актриса театру і кіно казахського та польського походження. Заслужена артистка РРФСР (1979). Лауреат Державної премії СРСР (1980). Заслужена артистка Казахстану (1997). Володарка Кубка Вольпі — вищої індивідуальної нагороди Венеціанського кінофестивалю (1966).
Народилася 24 вересня 1946 року в Москві, СРСР.

## Вибрана фільмографія
- 1965 — «Перший вчитель»
- 1968 — «Джаміля»
- 1969 — «У озера»
- 1969 — «Пісня про Маншук»
- 1971 — «Ніч на 14-й паралелі»
- 1972 — «Біля старого млина»
- 1977 — «Транссибірський експрес»
- 1978 — «В ніч місячного затемнення»
- 1979 — «Смак хліба»
- 1981 — «Провінційний роман»
- 1984 — «Іона, або Художник за роботою»
- 1984 — «Перша кінна»
- 1984 — «Перший»
- 1984 — «Солодкий сік всередині трави»
- 1985 — «Корабель прибульців»
- 1985 — «Секунда на подвиг»
- 1987 — «Візит до Мінотавра»
- та інші...